# Кнышов, Алексей Владимирович
Алексей Владимирович Кнышов (род. 30 июля 1968, Ростов-на-Дону) — российский политик и бизнесмен. Депутат Государственной Думы Федерального Собрания Российской Федерации шестого созыва от «Единой России».

### Образование
- 1985 — окончил Ростовскую среднюю школу №43
- 1989 — окончил Московское высшее общевойсковое командное училище имени Верховного Совета РСФСР (специальность: инженер по эксплуатации бронетанковой и автомобильной техники)
- 1989−1990 — служил командиром механизированного взвода в одной из частей СКВО. Уволен из рядов Вооруженных Сил СССР в запас в связи с сокращением вооружённых сил.
- 2002 — окончил Северо-Кавказскую академию государственной службы (специальность: экономист-менеджер) и одновременно с этим[1] защитил кандидатскую диссертацию[2] и стал кандидатом экономических наук.

### Трудовая деятельность
- 1991 г. — заместитель директора ЗАО «ПО „Ростовстройматериалы“».
- 1992 г. — директор ЗАО «ПО „Ростовстройматериалы“».
- 1996 г. — генеральный директор ЗАО «ПО „Ростовстройматериалы“».
- 2001 г. — председатель Совета директоров ОАО «Донаэродорстрой».
- с 2005 г. — генеральный директор ОАО «Группа строительных компаний „Дон“».
- с 2011 г. – член Правления, член Совета директоров  АО «Донаэродорстрой
- 2015-2018 гг – председатель  Совета    директоров  АО«Донаэродорстрой»
- с 2016 г. – член Совета директоров ОАО «Группа строительных компаний» «ДОН»
- в 2019 г. – генеральный директор ОАО «Группа строительных компаний» «ДОН»

### Научная деятельность
- 2019 г. — заведующий кафедрой «Автомобильные дороги» Шахтинского автодорожного института

### Общественно-политическая деятельность
- В 1998 и 2003 году избирался депутатом Законодательного Собрания Ростовской области II и III созывов по 24-му Багаевскому избирательному округу, где был заместителем председателя комитета по социальной политике, работал в областной комиссии по контролю за ходом строительства Волгодонской АЭС.
- В 2001 году принимал активное участие в создании Южно-Российской Парламентской Ассоциации.
- В 2005 году стал членом партии «Единая Россия».
- В марте 2008 года одержал победу на выборах в Законодательное Собрание IV созыва по 10-му Мартыновскому одномандатному избирательному округу, укрупнённому на базе Багаевского. За А.Кнышова отдали голоса 70,02 % избирателей. В четвёртом созыве работал заместителем председателя комитета по законодательству, государственному строительству, местному самоуправлению и правопорядку.
- 4 декабря 2011 года избран депутатом Государственной Думы шестого созыва от Ростовской области. В Государственной Думе вошёл в состав комитета по строительству и земельным отношениям, возглавил экспертный совет по дорожному хозяйству и логистической инфраструктуре.
- С 9 марта 2012 являлся постоянным членом российской делегации Парламентской Ассамблеи Совета Европы от «Единой России», входит в комиссию по политическим вопросам и комиссию по культуре[3].

### Семья
Женат, воспитывает трёх дочерей и сына.

### Награды
- 2018г. - медаль ордена «За заслуги перед Ростовской областью» за большой вклад в социально-экономическое развитие Донского края и многолетний добросовестный труд[4].